# Sint-Barbarabeeld (Eygelshoven)
Het Sint-Barbarabeeld is een standbeeld in Eygelshoven in de Nederlandse gemeente Kerkrade. Het beeld staat aan de Sint Hubertusstraat naast de Johannes de Doperkerk in een plantsoen. Aan de andere kant van de kerk staat een Heilig Hartbeeld. Op ongeveer 375 naar het noordwesten staat een ander mijnmonument, 't Koelleëve.
Het beeld is opgedragen aan de heilige Barbara van Nicomedië, de beschermheilige van mijnwerkers.

## Geschiedenis
Met de ontginning van de steenkolenlagen van het Zuid-Limburgs steenkoolbekken werden er van heide en ver mensen aangetrokken om te werken in de steenkolenmijnen die verspreid over Limburg gehuisvest werden.
In 1952 werd het standbeeld door de directie van de steenkolenmijn Laura geschonken en werd vervaardigd door beeldhouwer Gène Eggen.
In 2004 werd naast het standbeeld een kolenwagentje geplaatst.

## Standbeeld
Het standbeeld staat op een sokkel van gemetselde ruwe brokken natuursteen met hierin een natuurstenen reliëf van een mijnwerker die ondergronds in een mijngang aan het werk is. Op de sokkel staat het standbeeld dat de heilige toont terwijl ze een palmtak vasthoudt. Op de brede voet van de sokkel is een steen met opschrift aangebracht met de tekst:

opgericht
4 dec 1952
door
directie, beambten
en arbeiders van de
my. laura en ver.
uit eygelshoven

Naast het standbeeld staan een kolenwagentje en is er een lage zuil gemetseld met daarop een plaquette met de tekst:

TER HERINNERING
LAURA & VEREENIGING
oprichting 26-6-1899
EYGELSHOVEN
kolenwinning
MIJN LAURA MIJN JULIA
1905  1974
ca. 64000000 ton steenkool
gedolven
4-12-2006